# Pokrzywnica (przystanek kolejowy)
Pokrzywnica – przystanek kolejowy w Pokrzywnicy, w województwie opolskim, w Polsce.

## Ruch pasażerski
| Rok  | Wymiana pasażerska na dobę |
| ---- | -------------------------- |
| 2017 | 10-19                      |
| 2022 | 0-9                        |